# Mamadou Chérif Dia
Mamadou Chérif Dia (Kayes, 16 ottobre 1984) è un lunghista e triplista maliano.

## Biografia
Ha rappresentato il Mali ai Giochi olimpici estivi di Rio de Janeiro 2016.

## Palmarès
| Anno | Manifestazione                    | Sede           | Evento         | Risultato | Prestazione | Note                                     |
| ---- | --------------------------------- | -------------- | -------------- | --------- | ----------- | ---------------------------------------- |
| 2006 | Campionati africani               | Bambous        | Salto in lungo | 15º       | 7,09 m      | w                                        |
| 2007 | Giochi panafricani                | Algeri         | Salto in lungo | 5º        | 7,75 m      |                                          |
| 2007 | Universiadi                       | Bangkok        | Salto in lungo | nm        | nm          |                                          |
| 2010 | Campionati africani               | Nairobi        | Salto in lungo | 6º        | 7,73 m      |                                          |
| 2012 | Campionati africani               | Porto-Novo     | Salto in lungo | 8º        | 7,35 m      |                                          |
| 2012 | Campionati africani               | Porto-Novo     | Salto triplo   | 8º        | 15,69 m     |                                          |
| 2013 | Giochi della Francofonia          | Nizza          | Salto in lungo | 8º        | 7,58 m      |                                          |
| 2013 | Giochi della Francofonia          | Nizza          | Salto triplo   | 11º       | 15,70 m     |                                          |
| 2014 | Campionati africani               | Marrakech      | Salto in lungo | 12º       | 7,11 m      |                                          |
| 2015 | Giochi panafricani                | Brazzaville    | Salto in lungo | 4º        | 7,43 m      |                                          |
| 2015 | Giochi panafricani                | Brazzaville    | Salto triplo   | Bronzo    | 16,55 m     |                                          |
| 2016 | Campionati africani               | Durban         | Salto triplo   | 6º        | 16,29 m     |                                          |
| 2016 | Giochi olimpici                   | Rio de Janeiro | Salto triplo   | 24º (q)   | 16,45 m     | Miglior prestazione personale stagionale |
| 2017 | Giochi della solidarietà islamica | Baku           | Salto triplo   | 4º        | 16,29 m     |                                          |
| 2017 | Giochi della Francofonia          | Abidjan        | Salto triplo   | Bronzo    | 16,59 m     |                                          |
| 2018 | Campionati africani               | Asaba          | Salto triplo   | 4º        | 16,44 m     |                                          |
| 2019 | Giochi panafricani                | Rabat          | Salto triplo   | 5º        | 16,14 m     |                                          |